# تشونغ هونج
تشونغ هونج هو لاعب كرة مضرب كوري الجنوبي، ولد في 16 مايو 1993 في سوون في كوريا الجنوبية.

## وصلات خارجية
- تشونغ هونج على موقع رابطة محترفي التنس (الإنجليزية)
- تشونغ هونج على موقع الاتحاد الدولي لكرة المضرب (الإنجليزية)
- تشونغ هونج على موقع كأس ديفيز (الإنجليزية)
- تشونغ هونج على موقع خلاصة التنس.كوم (الإنجليزية)